# القاني

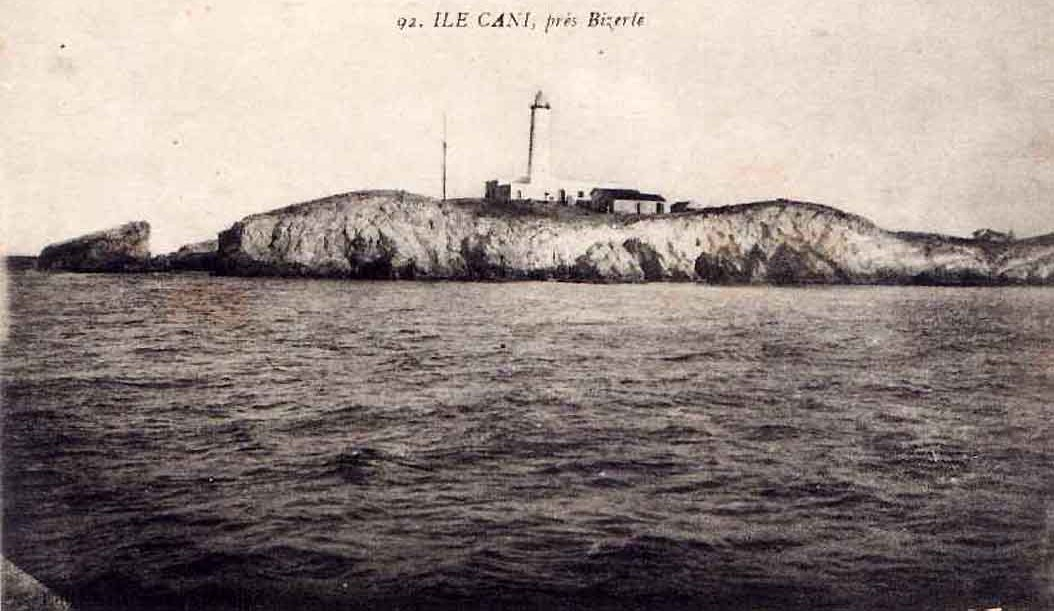
جزر القاني حوالي عام 1900

جزر القاني (بالإيطالية: Cani أي الكلاب) جزيرتان صخريتان تقعان على بعد 11 كم شمال غرب رأس زبيب على الساحل الشمال التونسي و 19,8 كم شمال غرب مدينة الرفراف و 23,5 كم شمال شرق مدينة بنزرت. وهي ترتفع 18 م فقط عن سطح البحر وينتصب ناظور بأعلى نقطة فيها.

## تاريخ
إثر اصطدام بارجة حربية بريطانية (اسمها Spartan) تقلّ 726 جنديا عام 1856 بجزر القاني، قرر باي تونس بناء ناظور بها. واشتغل الناظور لأول مرة عام 1860، وهو ثاني ناظور بُني في تونس بعد ناظور سيدي بوسعيد.
| بنزرت بحيرة بنزرت بحيرة غار الملح جزيرة قمنارية الجزيرة المنبسطة جزر القاني |